# Gorseinon
Gorseinon est une ville du sud-ouest du pays de Galles. Elle est située à 9,7 kilomètres au nord-ouest de Swansea. Elle comptait environ 8693 habitants en 2011.

## Jumelages
- Ploërmel (France)[1]